# فريق الطوارئ في محطة الطاقة النووية

محطة طاقة نووية

فريق الطوارئ في محطة الطاقة النووية هو فريق استجابة للحوادث يتكون من موظفي المحطة وموظفي الأمن الداخلي وامن المنشئات المدربين خصيصا على الاستجابة لوقوع حادث في محطة للطاقة النووية.

## الأهمية
مطلوب من كل محطة للطاقة النووية أن يكون لديها خطة طوارئ مفصلة وفي حالة وقوع حادث محتمل (على النحو المحدد في مقياس الأحداث النووية الدولية) يتم إخطار موظفي فريق الطوارئ  من قبل الصافرة ولديهم مهلة زمنية محددة لتقديم التقارير إلى مركز عملهم.

## مراكز العمل
تشمل مراكز العمل المحتملة ما يلي:
- غرفة التحكم في محطة الطاقة النووية.
- مرافق عمليات الطوارئ في محطة الطاقة النووية.
- منشأة عمليات خارج الموقع (ليست بالقرب من المحطة النووية).
- مركز المعلومات.
- فرق متنقلة من علماء الفيزياء الطبية الذين يبحثون عن الإشعاع المحتمل.
- مركز الأمن

في الولايات المتحدة  يتعين على موظفي فريق الطوارئ  التدريب مرتين في السنة.